# Roman Roszewski
Roman Roszewski (ur. 25 października 1965 w Łodzi) – polski siatkarz, mistrz i reprezentant Polski, występujący na pozycji przyjmującego.

## Kariera sportowa
Karierę sportową rozpoczynał w Wifamie Łódź, w ekstraklasie debiutował w sezonie 1984/1985 w barwach Resursy Łódź, z którą jednak spadł z ligi. Od 1985 był zawodnikiem AZS Olsztyn. W 1987 spadł z olsztyńską drużyną do II ligi, ale w sezonie 1987/1988 wywalczył ponownie awans do I ligi. W kolejnych latach wywalczył wicemistrzostwo Polski (1989), Puchar Polski (1989), brązowy medal mistrzostw Polski (1990) i wreszcie dwa razy z rzędu mistrzostwo Polski (1991, 1992) i Puchar Polski (1991, 1992). W 1993 zdobył jeszcze jeden tytuł wicemistrzowski. W latach 1993–1995 był zawodnikiem francuskiej drużyny Grenoble. Następnie zakończył karierę sportową.
W latach 1989–1993 wystąpił w 45 spotkaniach I reprezentacji Polski, m.in. na mistrzostwach Europy w 1989 (7. miejsce). W 1984 zagrał także na mistrzostwach Europy juniorów, zajmując z drużyną siódme miejsce.